# BWF Super Series 2012
De BWF Super Series 2012 is het 6de seizoen van de BWF Super Series.

## Schema
| Ronde | Officiële toernooinaam           | Stadion                             | Stad         | Datum        | Datum        | Prijzengeld US$ |
| Ronde | Officiële toernooinaam           | Stadion                             | Stad         | Start        | Einde        | Prijzengeld US$ |
| ----- | -------------------------------- | ----------------------------------- | ------------ | ------------ | ------------ | --------------- |
| 1     | Korea Open Super Series Premier  | Seoul National University Gymnasium | Seoul        | 3 januari    | 8 januari    | 1.000.000       |
| 2     | Malaysia Open Super Series       | Putra Indoor Stadium                | Kuala Lumpur | 10 januari   | 15 januari   | 400.000         |
| 3     | All England Super Series Premier | National Indoor Arena               | Birmingham   | 6 maart      | 11 maart     | 350.000         |
| 4     | India Super Series               | Siri Fort Indoor Stadium            | New Delhi    | 24 april     | 29 april     | 200.000         |
| 5     | Indonesia Super Series Premier   | Bung Karno Stadium                  | Jakarta      | 12 juni      | 17 juni      | 600.000         |
| 6     | Singapore Super Series           | Singapore Indoor Stadium            | Singapore    | 19 juni      | 24 juni      | 200.000         |
| 7     | China Masters Super Series       | Xincheng Gymnasium                  | Changzhou    | 11 september | 16 september | 250.000         |
| 8     | Japan Super Series               | Tokyo Metropolitan Gymnasium        | Tokio        | 18 september | 23 september | 200.000         |
| 9     | Denmark Super Series Premier     | Odense Idrætshal                    | Odense       | 16 oktober   | 21 oktober   | 400.000         |
| 10    | French Super Series              | Stade Pierre-de-Coubertin           | Parijs       | 23 oktober   | 28 oktober   | 200.000         |
| 11    | China Open Super Series Premier  | Yuan Shen Gymnasium                 | Shanghai     | 13 november  | 18 november  | 350.000         |
| 12    | Hong Kong Super Series           | Hong Kong Coliseum                  | Kowloon      | 20 november  | 25 november  | 250.000         |
| 13    | Super Series Masters Finals      | Shenzhen Bay Sports Center          | Shenzhen     | 12 december  | 16 december  | 500.000         |

### Winnaars
| Toernooi        | Mannen enkel    | Vrouwen enkel  | Mannen dubbel                  | Vrouwen dubbel                          | Gemengd dubbel                              |
| --------------- | --------------- | -------------- | ------------------------------ | --------------------------------------- | ------------------------------------------- |
| Zuid-Korea      | Lee Chong Wei   | Wang Shixian   | Cai Yun Fu Haifeng             | Tian Qing Zhao Yunlei                   | Xu Chen Ma Jin                              |
| Maleisië        | Lee Chong Wei   | Wang Yihan     | Fang Chieh-Min Lee Sheng-Mu    | Christinna Pedersen Kamilla Rytter Juhl | Zhang Nan Zhao Yunlei                       |
| All England     | Lin Dan         | Li Xuerui      | Jung Jae-sung Lee Yong-dae     | Tian Qing Zhao Yunlei                   | Tantowi Ahmad Lilyana Natsir                |
| India           | Shon Wan-ho     | Li Xuerui      | Bodin Issara Maneepong Jongjit | Jung Kyung-eun Kim Ha-na                | Tantowi Ahmad Lilyana Natsir                |
| Indonesië       | Simon Santoso   | Saina Nehwal   | Jung Jae-sung Lee Yong-dae     | Wang Xiaoli Yu Yang                     | Sudket Prapakamol Saralee Thungthongkam     |
| Singapore       | Boonsak Ponsana | Juliane Schenk | Markis Kido Hendra Setiawan    | Bao Yixin Zhong Qianxin                 | Chen Hung-Ling Cheng Wen-Hsing              |
| China Masters   | Chen Long       | Wang Yihan     | Zhang Nan Chai Biao            | Bao Yixin Zhong Qianxin                 | Xu Chen Ma Jin                              |
| Japan           | Lee Chong Wei   | Tai Tzu-Ying   | Kim Ki-jung Kim Sa-rang        | Poon Lok Yan Tse Ying Suet              | Chan Peng Soon Goh Liu Ying                 |
| Denemarken      | Lee Chong Wei   | Saina Nehwal   | Shin Baek-cheol Yoo Yeon-seong | Ma Jin Tang Jinhua                      | Xu Chen Ma Jin                              |
| Frankrijk       | Liew Daren      | Mitani Minatsu | Lee Yong-dae Ko Sung-hyun      | Ma Jin Tang Jinhua                      | Xu Chen Ma Jin                              |
| China Open      | Chen Long       | Li Xuerui      | Mathias Boe Carsten Mogensen   | Wang Xiaoli Yu Yang                     | Xu Chen Ma Jin                              |
| Hong Kong       | Chen Long       | Li Xuerui      | Cai Yun Fu Haifeng             | Tian Qing Zhao Yunlei                   | Zhang Nan Zhao Yunlei                       |
| Masters Finales | Chen Long       | Li Xuerui      | Mathias Boe Carsten Mogensen   | Wang Xiaoli Yu Yang                     | Joachim Fischer Nielsen Christinna Pedersen |

### Overwinningen per land
| Land           | KOR | MAS | ENG | IND | INA | SIN | CHN | JPN | DEN | FRA | CHN | HKG | SSF | Totaal |
| -------------- | --- | --- | --- | --- | --- | --- | --- | --- | --- | --- | --- | --- | --- | ------ |
| China          | 4   | 2   | 3   | 1   | 1   | 1   | 5   |     | 2   | 2   | 4   | 5   | 3   | 33     |
| Zuid-Korea     |     |     | 1   | 2   | 1   |     |     | 1   | 1   | 1   |     |     |     | 7      |
| Maleisië       | 1   | 1   |     |     |     |     |     | 2   | 1   | 1   |     |     |     | 6      |
| Denemarken     |     | 1   |     |     |     |     |     |     |     |     | 1   |     | 2   | 4      |
| Indonesië      |     |     | 1   | 1   | 1   | 1   |     |     |     |     |     |     |     | 4      |
| Thailand       |     |     |     | 1   | 1   | 1   |     |     |     |     |     |     |     | 3      |
| Chinees Taipei |     | 1   |     |     |     | 1   |     | 1   |     |     |     |     |     | 3      |
| India          |     |     |     |     | 1   |     |     |     | 1   |     |     |     |     | 2      |
| Duitsland      |     |     |     |     |     | 1   |     |     |     |     |     |     |     | 1      |
| Hongkong       |     |     |     |     |     |     |     | 1   |     |     |     |     |     | 1      |
| Japan          |     |     |     |     |     |     |     |     |     | 1   |     |     |     | 1      |

## Eindrangschikking
| Plaats | Speler                   | Toernooien | Punten |
| ------ | ------------------------ | ---------- | ------ |
| 1      | Lee Chong Wei            | 7          | 65.350 |
| 2      | Chen Long                | 8          | 56.550 |
| 3      | Kenichi Tago             | 11         | 55.460 |
| 4      | Hu Yun                   | 12         | 51.120 |
| 5      | Liew Daren               | 12         | 48.240 |
| 6      | Boonsak Ponsana          | 12         | 47.480 |
| 7      | Du Pengyu                | 10         | 47.020 |
| 8      | Wang Zhengming           | 10         | 46.570 |
| 9      | Sho Sasaki               | 11         | 44.820 |
| 10     | Hans-Kristian Vittinghus | 11         | 41.670 |

| Plaats | Speler            | Toernooien | Punten |
| ------ | ----------------- | ---------- | ------ |
| 1      | Li Xuerui         | 9          | 71.930 |
| 2      | Juliane Schenk    | 10         | 68.350 |
| 3      | Wang Yihan        | 8          | 64.700 |
| 4      | Wang Shixian      | 10         | 56.000 |
| 5      | Saina Nehwal      | 8          | 55.520 |
| 6      | Jiang Yanjiao     | 10         | 55.440 |
| 7      | Tine Baun         | 10         | 52.280 |
| 8      | Sung Ji-hyun      | 11         | 50.980 |
| 9      | Eriko Hirose      | 12         | 50.560 |
| 10     | Ratchanok Intanon | 11         | 45.090 |

| Plaats | Speler                              | Toernooien | Punten |
| ------ | ----------------------------------- | ---------- | ------ |
| 1      | Kien Keat Koo Boon Heong Tan        | 10         | 62.670 |
| 2      | Hiroyuki Endo Kenichi Hayakawa      | 11         | 57.840 |
| 3      | Hong Wei Shen Ye                    | 11         | 51.920 |
| 4      | Hirokatsu Hashimoto Noriyasu Hirata | 11         | 47.930 |
| 5      | Kim Ki Jung Kim Sa Rang             | 9          | 47.210 |
| 6      | Mathias Boe Carsten Mogensen        | 7          | 44.510 |
| 7      | Bodin Issara Maneepong Jongjit      | 10         | 41.770 |
| 8      | Hoon Thien How Tan Wee Kiong        | 8          | 39.830 |
| 9      | Cai Yun Fu Haifeng                  | 5          | 38.260 |
| 10     | Angga Pratama Ryan Agung Saputra    | 9          | 33.120 |

| Plaats | Speler                                            | Toernooien | Punten |
| ------ | ------------------------------------------------- | ---------- | ------ |
| 1      | Shizuka Matsuo Mami Naito                         | 12         | 67.530 |
| 2      | Bao Yixin Zhong Qianxin                           | 10         | 58.760 |
| 3      | Eom Hye Won Jang Ye Na                            | 11         | 49.940 |
| 4      | Tian Qing Zhao Yunlei                             | 5          | 48.250 |
| 5      | Miyuki Maeda Satoko Suetsuna                      | 8          | 47.250 |
| 6      | Wang Xiaoli Yu Yang                               | 5          | 46.850 |
| 7      | Duanganong Aroonkesorn Kunchala Voravichitchaikul | 12         | 43.730 |
| 8      | Christinna Pedersen Kamilla Rytter Juhl           | 8          | 40.960 |
| 9      | Misaki Matsutomo Ayaka Takahashi                  | 8          | 40.660 |
| 10     | Poon Lok Yan Tse Ying Suet                        | 11         | 39.470 |

| Gemengd dubbelspel \| Plaats \| Speler \| Toernooien \| Punten \| \| ------ \| ------------------------------------------------- \| ---------- \| ------ \| \| 1 \| Xu Chen Ma Jin \| 9 \| 82.400 \| \| 2 \| Chan Peng Soon Goh Liu Ying \| 12 \| 73.870 \| \| 3 \| Tantowi Ahmad Liliyana Natsir \| 9 \| 64.110 \| \| 4 \| Zhang Nan Zhao Yunlei \| 7 \| 42.510 \| \| 5 \| Sudket Prapakamol Saralee Thoungthongkam \| 8 \| 39.740 \| \| 6 \| Joachim Fischer Nielsen Christinna Pedersen \| 6 \| 36.590 \| \| 7 \| Yoo Yeon Seong Jang Ye Na \| 9 \| 34.520 \| \| 8 \| Shintaro Ikeda Reiko Shiota \| 7 \| 31.120 \| \| 9 \| Muhammad Rijal Debby Susanto \| 9 \| 30.930 \| \| 10 \| Songphon Anugritayawon Kunchala Voravichitchaikul \| 9 \| 28.980 \| |                                                   |            |        |
| Plaats | Speler                                            | Toernooien | Punten |
| 1 | Xu Chen Ma Jin                                    | 9          | 82.400 |
| 2 | Chan Peng Soon Goh Liu Ying                       | 12         | 73.870 |
| 3 | Tantowi Ahmad Liliyana Natsir                     | 9          | 64.110 |
| 4 | Zhang Nan Zhao Yunlei                             | 7          | 42.510 |
| 5 | Sudket Prapakamol Saralee Thoungthongkam          | 8          | 39.740 |
| 6 | Joachim Fischer Nielsen Christinna Pedersen       | 6          | 36.590 |
| 7 | Yoo Yeon Seong Jang Ye Na                         | 9          | 34.520 |
| 8 | Shintaro Ikeda Reiko Shiota                       | 7          | 31.120 |
| 9 | Muhammad Rijal Debby Susanto                      | 9          | 30.930 |
| 10 | Songphon Anugritayawon Kunchala Voravichitchaikul | 9          | 28.980 |